# Masa samolotu

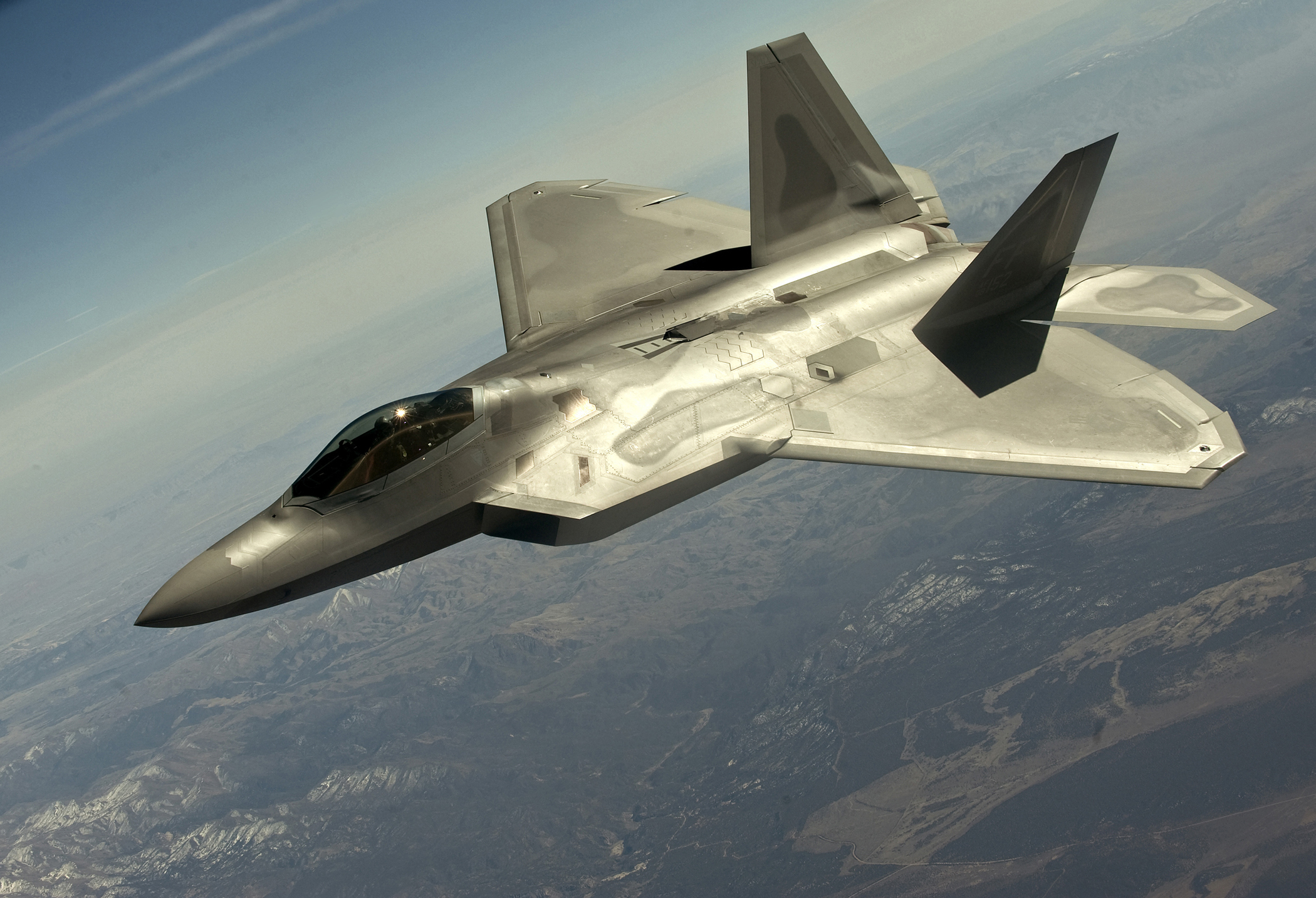
Samolot Lockheed Martin F-22 Raptor, którego masa startowa wynosi 37 875 kg

Masa samolotu – jedna z istotnych informacji charakteryzujących statek powietrzny, w różnych jego konfiguracjach (pusty, z paliwem, z ładunkiem itp.), mająca znaczący wpływ na jego właściwości lotne i eksploatacyjne.
Rozróżnia się:
- masa całkowita samolotu – składa się z masy własnej samolotu, załogi, paliwa oraz masy użytecznej (udźwigu)[2],

- masa własna – suma mas: płatowca, zespołu napędowego, wyposażenia (wbudowanego na stałe oraz dodatkowego)[3] i uzbrojenia wbudowanego na stałe[4]. Wlicza się tu także masę płynów (gazów i cieczy) pozostałych w instalacjach samolotu po ich opróżnieniu[4],
- masa użyteczna lub udźwig – to masa transportowanego ładunku. W jej skład wchodzą: masa paliwa, załogi, pasażerów i bagaży (samoloty pasażerskie); towarów (samoloty transportowe); bomb i innej amunicji, uzbrojenia i wyposażenia w pojemnikach i zasobnikach, przewożonych na pokładzie maszyny[5],
- masa handlowa samolotu (ciężar handlowy[6]) – masa przewożonego ładunku handlowego, w skład którego mogą wchodzić pasażerowie, towary, poczta itp.[2] oraz towary niehandlowe, np. balast[6].

Maksymalne dopuszczalne ciężary dla statków powietrznych dzielą się na konstrukcyjne i operacyjne (z wyjątkiem maksymalnego dopuszczalnego ciężaru przy paliwie zerowym). Konstrukcyjne wynikają z budowy maszyny i są podawane przez producenta jako maksymalne dla danego statku powietrznego, bez względu na warunki operacyjne. Operacyjne wynikają z ograniczeń narzucanych przez lotniska, z których maszyna operuje (wielkość, długość, nachylenie itp. drogi startowej) oraz warunków atmosferycznych. Wśród ciężarów tych wyróżnia się:
- Maksymalny ciężar do kołowania (ang. Maximum Taxi Weight, MTXW[4]) – maksymalny dozwolony całkowity ciężar samolotu do rozpoczęcia operacji kołowania (z paliwem potrzebnym na kołowanie)[7],
- Maksymalny ciężar do startu (ang. Maximum Take-Off Weight, MTOW[4] lub maksymalna masa startowa, Maximum Take-Off Mass, MTOM[8]) – maksymalna dozwolona całkowita masa samolotu do rozpoczęcia operacji startu. Przykładowo, konstrukcyjny MTOW dla Airbusa A380-800 wynosi 560 tys. kg[9],
- Maksymalny ciężar do lądowania (ang. Maximum Landing Weight, MLW) – maksymalny dozwolony całkowity ciężar samolotu do lądowania. Przykładowo, konstrukcyjny MLW dla Airbusa A380-800 wynosi 386 tys. kg[7].

W terminologii fizycznej masa i ciężar to dwa różne pojęcia, do których opisu używa się różnych jednostek, odpowiednio kilograma (kg) i kilograma-siły (kG). W polskiej praktyce lotniczej, Główny Inspektor Lotnictwa Cywilnego, w decyzji 13/98 (z 24.07.1998) nakazał używanie pojęć „ciężar” i „środek ciężkości” wraz z jednostką kilograma (kg) do ich opisu – stąd pod pojęciem „masa statku powietrznego” rozumie się „ciężar statku powietrznego”. Polska ustawa o prawie lotniczym używa jednak pojęcia „masy” (w szczególności „maksymalnej masy startowej”).